# Rap rock
Rap rock là một thể loại âm nhạc pha trộn giữa phong cách hát và nhạc cụ của hip hop và phong cách cũng như bản mẫu của nhạc rock. Rap rock có các tiểu thể loại nổi tiếng là rap metal và rapcore, hai dòng nhạc này chịu những ảnh hưởng mang tính định hướng tương ứng từ heavy metal và hardcore punk. Một trong những ví dụ sớm nhất là "The Magnificent Seven" của The Clash, với sự pha trộn giữa new wave, hip hop và funk. Dòng nhạc này là nền tảng của nu metal sau này.

## Đặc điểm
AllMusic mô tả rap metal là thể loại có "nhịp điệu rộn ràng, bất định và những cú riff nặng nề, rất nặng nề" mà "thỉnh thoảng [...] [nghe] y như các cú riff chỉ đơn thuần bị chồng lên nhau trên nền scratching (âm thanh khi dùng tay di chuyển đĩa vinyl khi nó đang chạy trên bàn xoay đĩa) và nhịp beat box", và mô tả rap rock có âm thanh được sắp xếp có tổ chức hơn, biểu thị rõ đặc điểm của nhiều ca khúc thuộc thể loại này như các ca khúc rock mà trong đó phần hát sẽ thiên về rap hơn là hát. Allmusic cũng cho biết phần giai điệu của rap rock có nguồn gốc từ hip hop, với nhiều ảnh hưởng từ funk hơn là hard rock thông thường.

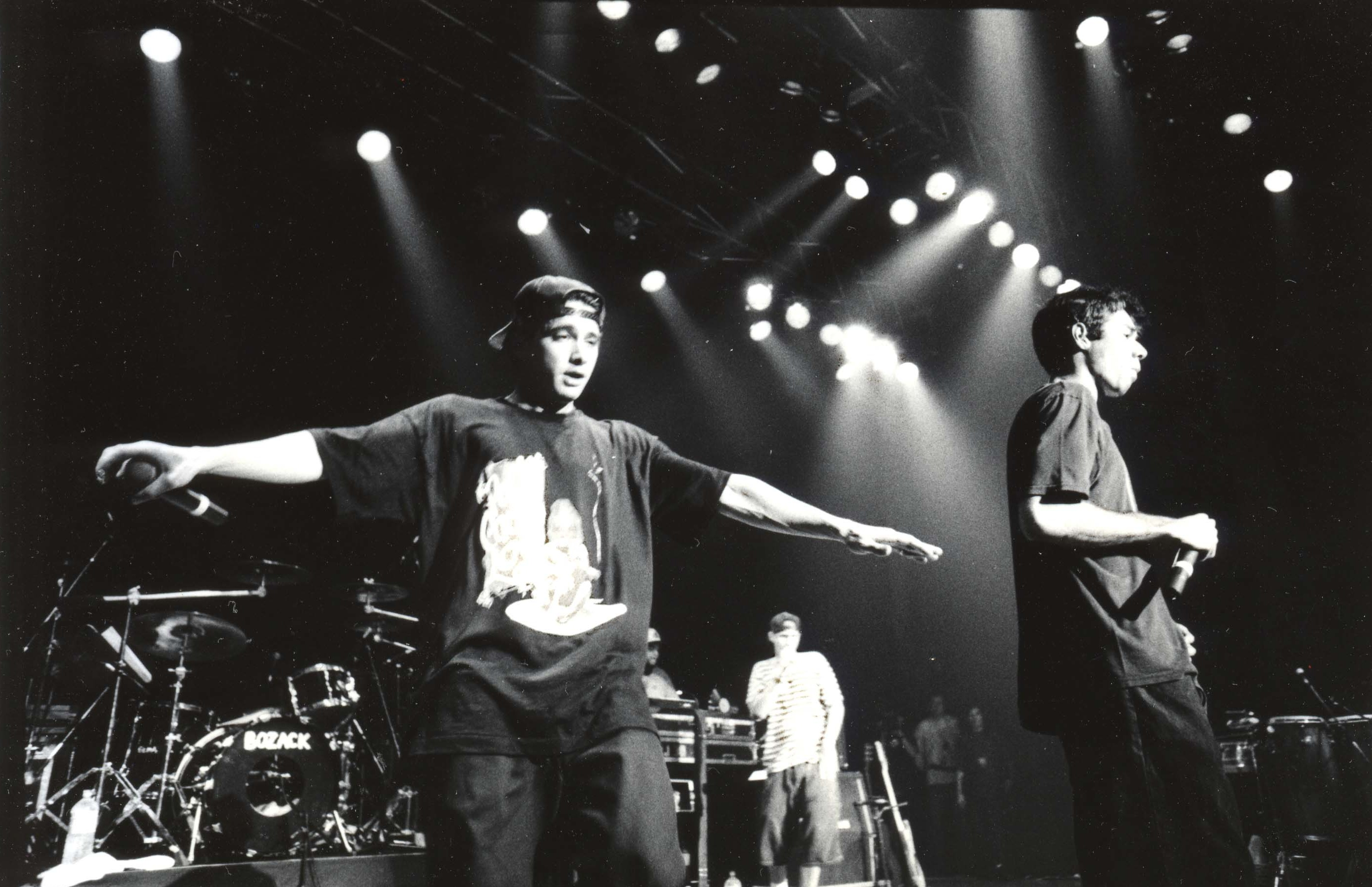
Nhóm nhạc hip hop New York Beastie Boys được coi là có ảnh hưởng lớn trong thể loại rap rock.

Hed PE, nhóm nhạc kết hợp punk rock với hip hop, đôi khi kết hợp cả reggae và ảnh hưởng từ heavy metal. Theo nhà báo Rob Kemp của Rolling Stone, S.C.I.E.N.C.E., album năm 1997 của Incubus "liên kết funk metal tới rap metal". Kottonmouth Kings trình diễn một phong cách như họ đề cập đến là "psychedelic hip-hop punk rock". Kid Rock kết hợp ảnh hưởng từ nhạc đồng quê và Southern rock, và phối hợp biểu diễn cùng với một ban nhạc 10 thành viên, trong khi Everlast kết hợp blues và rock với hip hop, và biểu diễn với một ban nhạc trực tiếp bao gồm một DJ.
Các chủ đề ca từ trong rap rock khá đa dạng. Theo Allmusic, "hầu hết các ban nhạc rap-metal trong khoảng thời gian giữa- tới cuối thập niên 90 pha trộn một tính chất màu mè điệu bộ đặc biệt kích động, nặng về nam tính với hoặc sự hài hước tuổi vị thành niên, hoặc một cảm giác lo lắng nội tâm tiếp thu thông qua alternative metal". Tuy nhiên, khi thể loại này đã bắt đầu hoàn thiện hơn, một số ban nhạc đã có sự phân tách khỏi dòng chính theo hướng tập trung vào bình luận chính trị hoặc xã hội trong lời bài hát, nổi bật nhất như Rage Against the Machine và Senser, hướng đi phân biệt họ với các ban nhạc ít quan tâm đến chính trị như Linkin Park và Limp Bizkit.
Mặc dù một số ban nhạc alternative metal và nu metal có kết hợp nhịp điệu của hip hop, các ban nhạc rap rock luôn có ca sĩ chính là các rapper. Các ban nhạc rock mà không thường xuyên có sự liên quan đến rap rock đã thử nghiệm với các ảnh hưởng từ hip hop, bao gồm đọc rap. Những ban nhạc như vậy bao gồm Blondie, Rush, Beck và Cake. Nhiều rapper đáng chú ý với việc sử dụng một cách nổi bật các sample có nguồn gốc từ các bài hát rock, bao gồm Eminem, Ice-T, The Fat Boys, LL Cool J, Public Enemy, Whodini, Vanilla Ice và Esham.

## Lịch sử
Một trong những ví dụ sớm nhất cho việc đọc rap trong nhạc rock là "Year of the Guru" bởi Eric Burdon and the Animals, một ca khúc psychedelic rock mà trong đó Eric Burdon, theo AllMusic, "[giữ] vai trò của một rapper hiện đại". Năm 1983, KISS ra mắt ca khúc "All Hell's Breakin' Loose" trong album Lick It Up với ca sĩ Paul Stanley đọc rap một đoạn trong ca khúc. Năm 1986, Run–D.M.C. hợp tác với Aerosmith trong một phiên bản làm lại của bài hát trước đó, "Walk This Way", xuất bản lần đầu vào năm 1975. Thành công của phiên bản "Walk This Way" mới này đã giúp hip hop trở nên phổ biến với khán giả da trắng, là đối tượng nghe thứ âm nhạc chủ đạo lúc đó, tiếp nối một ca khúc thử nghiệm trước đó bởi nghệ sĩ nhạc rap LL Cool J, "Rock the Bells", mà anh đã kết hợp hình thức lời rap thông thường trên một bản nhạc hard rock. Beastie Boys, trước đó là một ban nhạc hardcore punk, bắt đầu theo đuổi dòng nhạc hip hop. Album ra mắt của họ, Licensed to Ill, trình bày một loại âm nhạc chủ yếu dựa trên nền nhạc rock. Tất cả ba nghệ sĩ kể trên đã cộng tác cùng nhà sản xuất Rick Rubin, người được ghi nhận với việc tạo ra thể loại rap rock. Năm 1989, ca khúc "Wild Thing" của Tone-Lōc - từ album đầu tay của anh, Lōc-ed After Dark, album đạt vị trí quán quân Billboard 200 - nhận được những lời phê bình tích cực và đạt vị trí No. 2 trên U.S. Billboard Hot 100. Năm 1991, ban nhạc thrash metal Anthrax kết hợp với nhóm nhạc hip hop theo hơi hướng chính trị Public Enemy trong một phiên bản mới của "Bring the Noise", bài hát có phần lời rap được chia sẻ giữa Scott Ian của Anthrax và Chuck D của Public Enemy trên một đoạn riff của guitar điện và guitar bass. Ca khúc "She Watch Channel Zero?!" của Public Enemy có một phần rap của Chuck D trên một đoạn riff từ ca khúc Angel of Death của Slayer.
Rap rock bắt đầu gia nhập nền âm nhạc chủ đạo vào thập niên 1990. Các ban nhạc Mỹ như 311, 24-7 Spyz, Faith No More và Rage Against the Machine đã kết hợp các ảnh hưởng từ rock và hip hop. Đồng thời, các ban nhạc Anh như Pop Will Eat Itself và Senser cũng giúp tạo hình thể loại tương tự trên toàn bộ châu Âu. Phần soundtrack của bộ phim năm 1993 Judgment Night có 11 ca khúc kết hợp giữa các nhạc sĩ hip hop và rock. Urban Dance Squad đã pha trộn funk, heavy metal, hip hop và punk. Biohazard, ban nhạc kết hợp với nhóm nhạc hardcore hip hop Onyx trong phần soundtrack của Judgment Night, cũng được coi như một hoạt động tạo nền tảng cho thể loại này. Album Black Sunday của Cypress Hill sử dụng một nền nhạc và artwork dựa trên văn hoá nhạc rock, theo như Steve Huey, nhà phê bình của Allmusic, giống với âm nhạc của các ban nhạc heavy metal.
Nhóm nhạc Christian hip hop dc Talk thường được nhắc đến như là những nghệ sĩ tiên phong của âm nhạc rap rock. Với album cùng tên năm 1989 của họ, album năm 1990 Nu Thang và năm 1992 là Free at Last, họ đã tạo ra một loại âm nhạc chưa từng được nghe rộng rãi và có được thành công lớn trong lần thử sức này. Năm 1995, nhóm nhạc ra mắt album Jesus Freak, một sự chia tay với âm nhạc chủ đạo là hip hop sang thiên hướng đọc rap trên nền grunge rock. Nó được chứng minh là một thành công thương mại lớn với việc đoạt được đĩa đôi bạch kim tại Mỹ, thường xuyên xuất hiện trên MTV, một đĩa đơn lọt top 30 Billboard Hot 100 và thậm chí khởi phát cho một phong trào tái phát hành các sản phẩm cho âm nhạc chủ đạo ở Virgin Records như trái ngược với Forefront Records - một hãng đĩa theo chủ đề Thiên chúa giáo, và được chú ý như một trong những album đầu tiên xoá bỏ rào cản giữa âm nhạc chủ đạo và âm nhạc theo chủ đề Thiên chúa giáo và những gì được chú ý nhiều nhất là một trong những album rap rock trong âm nhạc chính thống đầu tiên trong lịch sử.
Rap rock trở nên phổ biến trong âm nhạc chính thống vào cuối những năm 1990. Trong số làn sóng đầu tiên của những nghệ sĩ đạt thành công trong âm nhạc phổ thông là 311, Bloodhound Gang, Kid Rock và Limp Bizkit.